# Schwere Panzer-Abteilung 504
La schwere Panzer-Abteilung 504 (504e bataillon de chars lourds) est une unité de la Wehrmacht créée le 13 janvier 1943. Le bataillon combat en Tunisie, en Sicile et en Italie. 

## Histoire
La 1. Kompanie équipée de 11 Tiger et 19 Panzer III est envoyée en Afrique du Nord. Elle se rend le 12 mai 1943 en Tunisie. Les autres compagnies combattent en Sicile où elles sont rattachées à la 215. Panzer Abteilung de la Panzer-Division Hermann Göring. Le bataillon est reconstitué en mars 1944 et combat alors en Italie. Son dernier Tiger est perdu le 28 avril 1945.

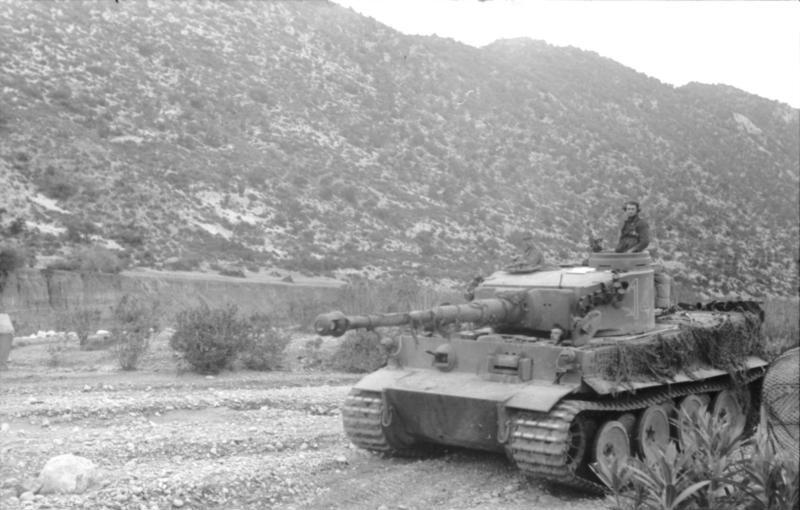
Tigre I en Tunisie (1943).

## Commandants
- Major August Seidensticker (février 1943 - mai 1943)
- Haüptmann Kühn (novembre 1943 - septembre 1944)
- Major Nill (septembre 1944 - mai 1945)